# Phrictus regalis
Phrictus regalis är en insektsart som beskrevs av Caldwell 1945. Phrictus regalis ingår i släktet Phrictus och familjen lyktstritar. Inga underarter finns listade i Catalogue of Life.